# Franklin Swamp Wildlife Management Area (Connecticut)
Das Franklin Swamp Wildlife Management Area ist ein ausgewiesenes Jagdgebiet im US-Bundesstaat Connecticut auf dem Gebiet der Gemeinde Franklin. Dort befindet sich ein Environmental Department und das Ashbel Woodward Museum.

## Geographie
Das Gebiet erstreckt sich zwischen dem Dreieck aus Route 32 (Franklin Turnpike), Route 610 (Baltic Road) und Route 207 (Pond Road) und grenzt im Nordosten an Giddings Park, daher sind verschiedene Flächen nicht zur Jagd freigegeben. Die Bäche Beaver Brook, Mountain Brook und McCarthy Brook verlaufen auf dem Gelände, de höchste Erhebung ist der Pleasure Hill (Ayers Mountain) mit 480 ft (146 m) über dem Meer.